# 삼선개헌반대범국민투쟁위원회
삼선개헌반대범국민투쟁위원회(三選改憲反對汎國民鬪爭委員會)는 1969년 3선개헌을 반대하기 위해 신민당과 정치활동정화법 해금인사와 재야인사가 규합하여 1969년 7월 17일 발기한 정치단체이다.

## 경과
- 1969년 2월 3일 : 정치정화활동법 해금인사들은 대통령삼선개헌반대범국민투쟁위원회 발기를 선언했다.[1]
- 1969년 4월 5일: 신민당과 정정법 해금인사들은 개헌저지단일투위를 발족시키기 위한 절충을 벌이기 위해 쌍방동수로 된 14인 준비위원회를 구성했다.[2]

신민당/유진산, 이재형, 조한백, 홍익표, 양일동, 정헌주, 김영삼
재야인사/이철승, 윤길중, 김영선, 김상돈, 김선태, 조중서, 황병호
- 1969년 6월 5일 : 신민당과 정정법해금인사 및 재야각계인사들은 서울YMCA 소강당에서 「삼선개헌반대범국민투쟁위원회」36인 준비위원회를 열고 삼선개헌반대 투쟁태세를 갖추었다.[3]

신민당/유진산, 정일형 이재형, 김의택 고흥문 김영삼 김재광 정헌주 양일동
정정법해금인사/김상돈, 김선태, 김영선, 이철승 윤길중 조중서 황병호
재야각계/최용근, 김준섭, 김철, 김재호, 김재학, 이병린, 김재준, 이태준, 송병주, 이상로, 김경재, 이동화, 정화암, 장준하, 이성렬, 강기철, 계훈제, 이기택, 박정훈, 이만희
- 1969년 6월 7일 : 3선개헌반대범국민투쟁위원회 준비위원회는 10인 소위원회를 구성했다.[4]

신민당/고흥문, 김의택, 정헌주
정정법해금인사/이철승, 김영선, 윤길중
재야인사/김준섭, 이기택, 김철, 이만희
- 1969년 7월 17일 : 신민당과 정치활동정화법 해금인사, 재야인사, 각계인사가 규합하여 삼선개헌반대범국민투쟁위원회(위원장 : 김재준, 총 329명)을 발기하였다.[5]

## 발기인명단
발기인
김재준
고문
유진오 윤보선 함석헌 장택상 박순천 이희승 임창영
정화암 이재학 김상돈
지도위원
유진산 김재호 정일형 이봉학 신순언 김선태 박기출
김홍일 정해영 권오돈 오영진 이태구
운영위원
이재형 조한백 김의택 양일동 고흥문 김영삼 김재광
김원만 정헌주 장준하 김대중 이병린 김준섭 윤길중
조증서 이철승 황병호 최용근 김수철 이성렬 이기택
박정훈 이만희 계훈제 이동화 이상로 김영선

강경식 강기철 강보성 고담룡 고병철 권중돈 공병주
곽태진 김경재 김금석 김구연 김기수 김기옥 김기철
김명윤 김덕규 김도명 김도현 김동순 김두열 김득수
김문경 김병휘 김상현 김상흠 김석원 김상진 김 산
김성호 김성호 김세영 김수한 김옥선 김옥천 김용희
김용성 김용진 김은하 김은호 김응주 김인화 김일수
김일용 김재훈 김재곤 김재학 김제만 김정렬 김주흥
김진구 김진원 김춘봉 김판술 김하경 김학준 김현기
김형돈 김형일 김성호 문석부 문옥태 문장식 김 훈
문학우 노승삼 노승억 노승환 박귀조 박두수 민 승
박명서 박민기 박병배 박수형 박동인 박연수 박영록
박윤현 박제환 박제상 박재우 박종길 박주운 박철용
박충모 박한상 박형규 박해충 반재현 방용환 박 훈
방동석 방일홍 방호석 변정욱 배성기 백기완 박 찬
백동기 백영흠 백철부 서범석 서준영 설창수 사 준
성악현 성태경 손권배 송방용 송영삼 송일환 송효익
송원영 송진백 신정호 신기복 신도환 신애균 신중목
신태악 심순덕 안정용 안수추 안병달 안필수 안철수
양덕인 양회수 양재천 양택영 엄병학 연주흠 오기수
오재식 오홍석 오태성 용남진 우갑린 우홍구 유동준
유영봉 유진영 유진홍 유갑종 유지원 유치송 유 청
유한종 유옥우 육완국 윤재근 윤병한 윤제술 이건환
이경우 이규영 이규홍 이근상 이기우 이회영 이회길
이윤호 이명하 이명환 이민우 이병하 이병헌 이상규
이길영 이상돈 이상신 이상철 이석주 이성규 이성모
이태준 이옥동 이원홍 이원범 이원수 이은묵 이은태
이정래 이중래 이창근 이청천 이승희 이철흥 이충환
이재환 이필호 이형진 이홍주 이홍근 이희승 이희천
이시록 인순창 임갑수 임명산 임창수 임철호 임 일
장갑진 장대회 장홍염 장영모 전규홍 전봉희 장 철
전상렬 전봉성 정내동 정명섭 정해용 정금모 전 욱
정운평 정규헌 정동훈 정병철 정상구 정태영 정상태
정영모 정운근 정현준 조세하 조연하 조윤형 정 철
조종호 조홍래 조기항 조일환 조영규 조흥만 조 순
조희철 주도윤 주만진 주병환 진형하 차영주 채문식
최경식 최병길 최원수 최종채 최정택 최형우 최승군
태완선 편용호 하승용 허길호 한건수 한동학 한왕균
한통숙 한하운 한석관 함덕용 함석의 함종윤 홍남순
홍성환 홍영기 홍영희 홍익표 홍창섭 황남팔 황병규
황은환 황인원 황호동 황 빈

## 같이 보기
- 3선개헌
- 제6차 헌법개정
- 제2차 국민투표